# Radojevići (Foča-Ustikolina, BiH)
Radojevići su naseljeno mjesto u općini Foči-Ustikolini, Federacija BiH, BiH. 
NASBiH ih ne spominje kao posebno naselje, ali pripada drugoj dostavnoj pošti (Foča-Ustikolina) od Radojevića u Republici Srpskoj (Foča).